# Eghaevbo N’Ore

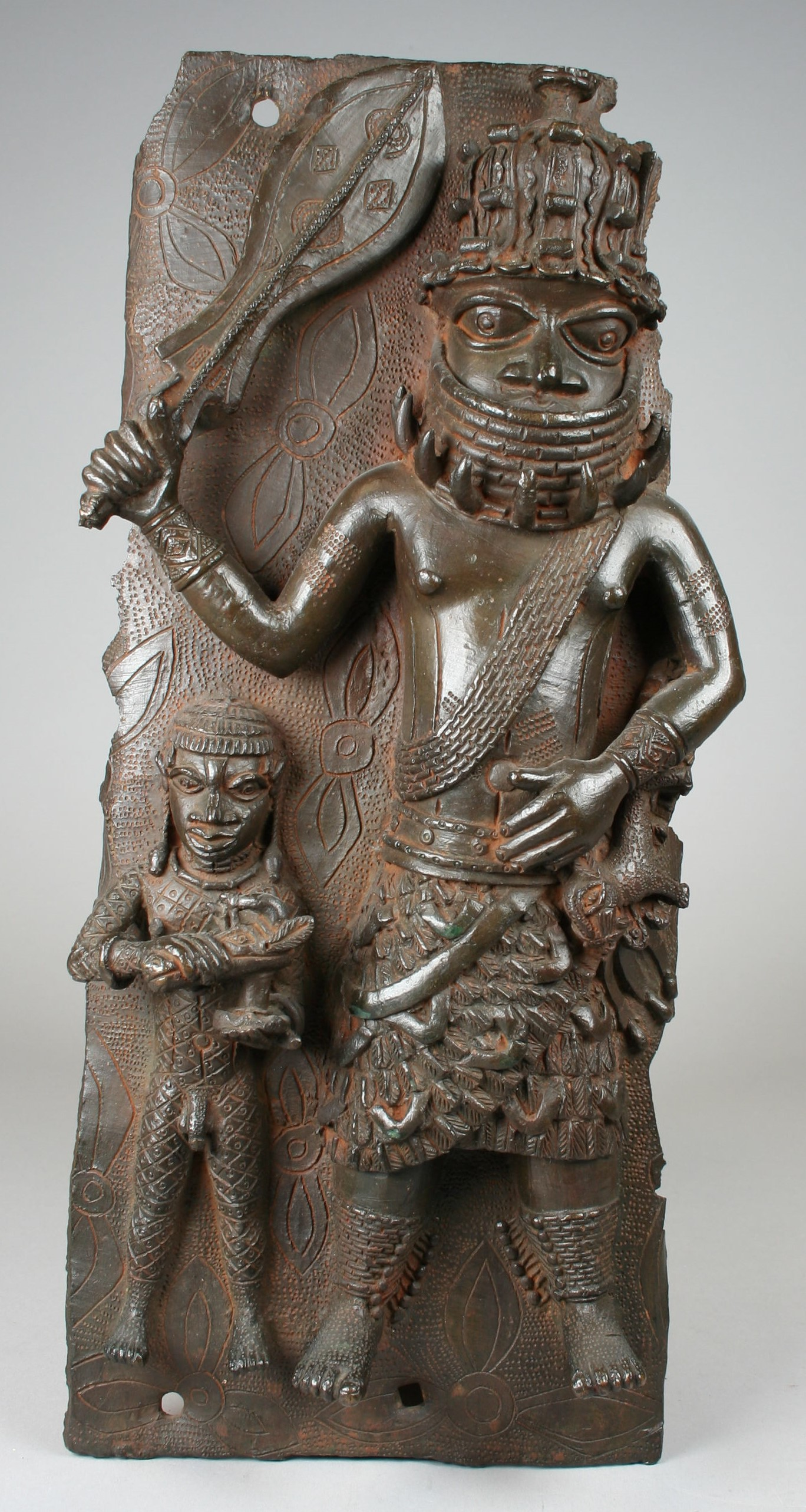
Darstellung des höchstrangigen Eghaevbo N’Ore, des Iyasẹ, mit Zeremonialschwert Ẹbẹn und Gehilfen, aus 16./17. Jahrhundert, Platte aus afrikanischem Gelbguss

Die Eghaevbo N’Ore waren die städtischen Titelträger des Königreichs Benin. Ihre Titel wurden von den Ọbas (Königen) von Benin nach und nach zwischen dem 13. und dem 19. Jahrhundert geschaffen, um die Macht der Uzama, der Territorialfürsten und Königsmacher des Königreichs, auszubalancieren. Die Eghaevbo N’Ore waren Teil des Staatsrats und galten als Repräsentanten des Volkes. Sie übten weltliche und zeremonielle Aufgaben aus. Ihre Titel wurden auf Lebenszeit vergeben, waren aber nicht erblich. Die Titel werden bis heute im ehemaligen Königreich Benin vom amtierenden Ọba verliehen. Die ranghöchsten Eghaevbo N’Ore sind Iyasẹ, Esọgban, Esọn und Ọsuma, die zusammen als die vier Säulen des Königreichs (Ikadẹlẹ n’Enẹ) gelten.

## Geschichte

### Das Königreich Benin
Um 1200 etablierte sich im Königreich Benin unter Mithilfe der Territorialfürsten mit Eweka I. eine neue Dynastie, die nun den Königstitel Ọba führte. Die Territorialfürsten, Uzama genannt, galten nun als die Königsmacher. In den folgenden Jahrzehnten rangen die Nachfolger des Ọba Eweka I. mit den Territorialfürsten fortlaufend um die Macht. Um die Autorität der Uzama im Königreich Benin einzuschränken, schuf Ọba Ẹwẹdo im 13. Jahrhundert das Amt des Iyasẹ. Er belohnte damit einen Gefolgsmann, durch dessen Beratung es dem Ọba gelungen war, seine Vormachtstellung gegenüber den Uzama zu behaupten. Der Titel Iyasẹ steht für „I ye ọna sẹẹ uwa“, was bedeutet „geschaffen, um höher zu stehen als alle vom Rang der Uzama“. Als weiteres Amt schuf Ẹwẹdo den Titel Esogban und verlieh ihm einem alten Mann, der ihm wiederholt gute Anregungen gegeben und in gefährlichen Situationen ermutigt hatte. Der Titel Esogban steht für „esogbane“, was „Bald ist es vorbei“ bedeutet.
Im 15. Jahrhundert führte Ọba Ẹwuare I. die zusätzlichen Titel Esọn und Ọsuma ein. Zudem etablierte er die städtischen Titelträger als Gruppe (Eghaevbo N’Ore) und machte den Iyasẹ zu deren Anführer, um die politische Macht der Uzama, der Territorialfürsten, auszubalancieren. Die Eghaevbo N’Ore standen den verschiedenen Stadtteilen vor und repräsentierten das Volk. Neben den Uzama und den höfischen Titelträgern, den Eghaevbo N’Ogbe, waren die Eghaevbo N’Ore Teil des Staatsrats. Die Vertreter der drei Gruppen hatten unterschiedliche Zugänge zur Macht. Während die Titel der Uzama erblich waren, bekamen die meisten Eghaevbo N’Ore ihren Titel jeweils vom Ọba verliehen. Das galt auch für die höfischen Titelträgern, die Eghaevbo N’Ogbe, aber während deren Reichtum und Einfluss an ihre Tätigkeit im Palast gebunden war, waren die Eghaevbo N’Ore eine Gruppe von Männern, die Reichtum und Einfluss unabhängig vom Palast erreichten. Ihre Interessen lagen bei der allgemeinen Bevölkerung. So opponierten die Eghaevbo N’Ore unter Führung des Iyasẹ im Staatsrat jeweils gegen unpopuläre Maßnahmen und Bestimmungen, die diese betrafen.
Im Laufe der folgenden Jahrhunderte schufen die Ọbas weitere Eghaevbo-N’Ore-Titel. Am Ende des 19. Jahrhunderts gab es 13 derartige Titel, von denen acht von den Ọbas des 18. und 19. Jahrhunderts geschaffen worden waren. Die Eghaevbo N’Ore waren streng hierarchisch organisiert. Die Träger der Titel Iyasẹ, Esọgban, Esọn und Ọsuma waren die ranghöchsten städtischen Titelträger und stellten die sogenannten Eghaevbo N’Ene (die vier Eghaevbo) oder Ikadẹlẹ n’Enẹ (vier Säulen) des Königreichs dar. Im Namen und in Anwesenheit der Ọba bestätigten sie neue Titel. Davon ausgenommen waren nur die Titel des Ọba und des Oliha, des obersten Uzama. Der Höhepunkt der Zeremonie zur Bestätigung eines städtischen Titelträgers war das Ritual Egie Ẹkete. Auf ritueller Ebene waren die Eghaevbo N’Ore Teil der mystischen Einheit zwischen Volk und Ọba. Bei wichtigen Zeremonien kleideten sich die städtischen Titelträger in ihrem vollen Ornat und tanzten mit dem Ẹbẹn, dem Zeremonialschwert, vor dem Monarchen.

### Interregnum 1897–1914

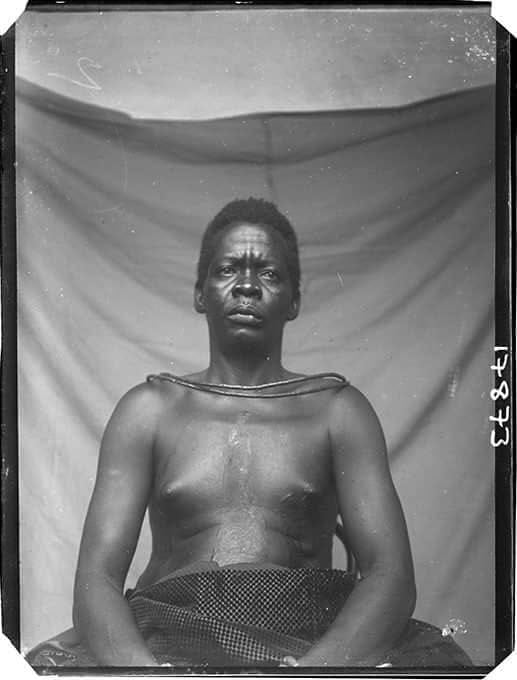
Agho Obaseki, um 1900, Anführer des Native Councils bis 1914, Iyasẹ von 1914–1920

Das Ende des Königreichs Benin kam am 17. Februar 1897 mit der sogenannten britischen Strafexpedition von 1897. Nachdem Ọba Ovonramwen im Anschluss ab September 1897 aus dem Land verbannt worden war, integrierten die Briten Benin in ihr Kolonialreich. Es gehörte nun zum Protektorat Südliches Nigeria. Die Briten versuchten die alte politische Ordnung als Basis ihrer Herrschaft zu etablieren. Der Gouverneur des Protektorats führte die Regierung an bzw. sein Vertreter vor Ort, der „Resident“. Die Regierung war der sogenannte „Native Council“, der aus Chiefs bestand, die vom Resident ernannt wurden. Dabei waren viele Chiefs Angehörige der bisherigen Uzama, Eghaevbo N’Ogbe und Eghaevbo N’Ore, ohne dass die Briten ein Verständnis für die Bedeutung der Titel und die Funktionsweise des bisherigen politischen Systems, die damit verbunden war, hatten. Der Resident verließ sich in vieler Hinsicht auf Agho, den Obaseki Ovanramwens, der durch seine Kompetenz immer größere Macht erlangte und schließlich den Native Council anführte.

### Nach 1914

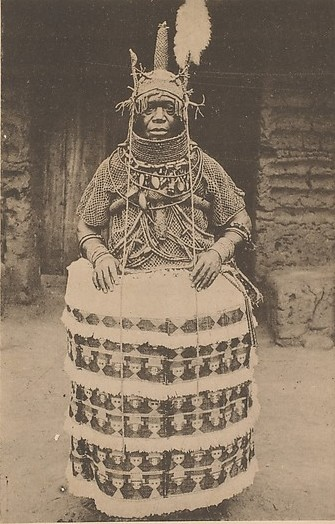
Ọba Eweka II., 1920

1914 wurde das Protektorat mit der Kolonie Lagos und dem Protektorat Nördliches Nigeria zu „The Colony and Protectorate of Nigeria“ zusammengefasst. Im Januar 1914 starb Ọba Ovanramwen noch im Exil. Dies ermöglichte den Briten in Benin die Monarchie wiederherzustellen, ohne die Macht abzugeben. Ọba Eweka II., ein Sohn Ovanramwens, bestieg den Thron. Eweka vergab nach und nach die Titel, die seit 1897 wegen der Todesfälle der vorherigen Titelträger vakant gewesen waren, an neue Männer, wobei die Briten von ihm verlangten, die nun faktisch mächtigen Männer zu berücksichtigen. Agho wurde zum Iyasẹ ernannt. In der folgenden Zeit, in der die britische Seite die Regierung und Verwaltung umstrukturierte, kam es zu einem Machtkampf zwischen Iyasẹ Agho und Ọba Eweka, den Agho zuerst für sich entschied. Aufgrund der damit verbundenen Machtfülle kam es aber zu einer Gegenreaktion. Die anderen Chiefs des Native Council legten beim Resident Beschwerde ein, was im September 1920 zu Aghos Absetzung führte. Er starb kurz darauf. Eweka verlieh daraufhin Okoro-Otun (?–1943) den Titel des Iyasẹ.
Nach Ewekas Tod 1933 bestieg sein Sohn unter dem Namen Akuenza II. den Thron. Schon nach zwei Jahren hatte sich ein Konflikt zwischen ihm und den Iyasẹ Okoro-Otun entwickelt, der sich auch während der Kämpfe über die neue Struktur der Regierung und Verwaltung äußerte. 1940 wurde ein neues Organisationsmodell präsentiert. Dazu gehörte ein Benin City Council, der aus 48 Mitgliedern bestand, die auch sechs Eghaevbo N’Ore umfasste. Nach dem Tod Okoro-Otuns weigerte sich Akuenza II. einen neuen Iyasẹ zu ernennen, was 1947 zu Massenprotesten führte. 1948 gab Akuenza nach und ernannte den von der modernistischen Partei (Taxpayer’s Association) nominierten Kandidaten Gaius Obaseki, einen Sohn Aghos, zum Iyasẹ. Obaseki baute seine Macht im Council schnell aus.
Eweka hatte nach seiner Thronbesteigung die Rituale des Königreichs in verkürzter Form wiederaufgenommen. Die von ihm etablierten Abläufe werden bis heute befolgt. Die Eghaevbo N’Ore sind dabei wie früher beteiligt, sowohl an den Krönungszeremonien wie auch an den Ritualen im Rahmen des jährlichen Iguẹ-Festes.

## Mitglieder der Eghaevbo N’Ore
1. Iyasẹ: Der Titel Iyasẹ ist der ranghöchste der Eghaevbo N’Ore und wurde als Gegengewicht zu den Uzama geschaffen. Der erste Iyasẹ war Iyasẹ Odigie, der aus dem Ebuya-Viertel, einem der Emehe-Dörfer im alten Benin, stammte. Ursprünglich war der Iyasẹ der militärische Befehlshaber der Truppen des Königreichs, bevor im 18. Jahrhundert diese Aufgabe auf den Ezomo, einen der Uzama, überging. Der Iyasẹ vertrat die Interessen der Bevölkerung gegenüber der Macht des Palastes und war damit ab dem 16. Jahrhundert faktisch jeweils der wichtigste Gegenspieler des Ọba.[1] Das äußerte sich auch darin, dass bei einer Sitzung des vollständigen Staatsrats der Iyasẹ als Einziger das Recht hatte, dem Ọba zu widersprechen oder ihn zu kritisieren.[4]
2. Esọgban: Der Esọgban steht unter den Eghaevbo N’Ore an zweiter Stelle und ist der Stellvertreter des Iyasẹ. Während Feldzügen blieb der Esọgban, anders als der Iyasẹ und andere städtische Titelträger, in Benin, um sich um die Angelegenheiten der Stadt zu kümmern. Als Garant des Friedens und der Harmonie im Königreich ist der Esọgban der Hüter des Ediọn Ẹdo (kollektiver Ahnenschrein des Benin-Volkes) und agiert als Schiedsrichter in spirituellen und weltlichen Angelegenheiten. Er galt als Odionwere (Ältester) aller Edos im Königreich Benin. In seinem Palast, der gegenüber dem Eingang zum Palast des Ọba lag, verwahrte er auf dem Ediọn Ẹdo den Rasselstab, der die Ahnen des ganzen Volkes symbolisierte (Ukhurhẹ-Edo).[1][2][5]
3. Esọn: Der Esọn steht unter den Eghaevbo N’Ore an dritter Stelle. Er beaufsichtigt die Angelegenheiten des Iguisi-Gebiets der Stadt. Er beaufsichtigt auch die Waldgebiete des Königreichs.[1]
4. Ọsuma: Der Ọsuma steht unter den Eghaevbo N’Ore an vierter Stelle. Laut mündlicher Überlieferung liegt der Einführung des Titels im 15. Jahrhundert die folgende Geschichte zugrunde: Ọba Ẹwuare I. hatte während seines Krieges im Osten des Reichs seinen Talisman in einem der von ihm geplünderten Dörfer vergessen. Wenn ihn seine Feinde gefunden hätten, wären ihnen automatisch der Sieg zugefallen. Ein treuer Diener namens Avan meldete sich freiwillig, den Talisman zu holen. Das gelang ihm, doch wurde er gefangen genommen. Den Talisman hatte er unter seiner Kleidung versteckt, so dass er nicht entdeckt wurde. Nach einigen Jahren wurde Avan als Sklave verkauft. Schließlich landete er im Haushalt eines Chiefs, der ihn auf einer Reise nach Benin City mitbrachte. Der Chief, der ihn als aggressiv und gefährlich einschätzte, wählte ihn aus für die Opferung eines Sklaven, die bei einem Palastbesuch üblich war. Während der betreffenden Zeremonie versuchte Avan mehrmals zu sprechen, was ihm wegen eines Knebels im Mund nicht gelang, doch der Ọba wurde auf ihn aufmerksam. Der Ọba befahl, ihm den Knebel abzunehmen, um zu hören, was er sagen wollte. Avan erinnerte den Ọba an das Ereignis von vor vielen Jahren. Der erfreute Ọba ordnete sofort seine Freilassung an und verlieh ihm den Titel „Nẹ a ya s’uma“ („mein Vertrauter“). Während des Rituals Ugie Ẹwẹrẹ führt der Ọsuma eine Zeremonie durch, die die Übergabe des Talismans des treuen Dieners Avan an Ọba Ẹwuare symbolisiert.[1]
5. Iy’Ọba: Die Iy’Ọba (Königinmutter) steht unter den Eghaevbo N’Ore an fünfter Stelle. Der Titel der Iy'Ọba wurde von Ọba Ẹsigie als Zeichen der Ehre für seine Mutter (Idia) geschaffen. Nach der Inthronisierung ihres Sohnes zog die jeweilige Iy’Ọba nach Uselu, das sie beaufsichtigte. Sie ist der einzige weibliche Chief.[1] Die Iy'Ọba ist mit den Eghaevbo N’Ore gleichgesetzt und in deren Rangfolge eingebunden, doch wird sie im Allgemeinen nicht als Eghaevbo N’Ore bezeichnet.[4]
6. Esama: Der Esama steht unter den Eghaevbo N’Ore an sechster Stelle. Dieser Titel wurde im 16. Jahrhundert von Ọba Ehengbuda geschaffen und einem herausragenden Krieger namens Amadin verliehen.[1]
7. Ologbose: Der Ologbose steht unter den Eghaevbo N’Ore an siebter Stelle. Dieser Titel wurde 1713 von Ọba Akẹnzua geschaffen, um Iyasẹ Odẹ als Heerführer abzulösen. Doch konnte Odẹ dank seiner Popularität im Volk den Titel Iyasẹ bis zu seinem Tod weiterführen, während der Ologbose tatsächlich die Funktion des Heerführers ausübte. Der Titel des Ologbose ist erblich. Er ist der militärische Befehlshaber neben dem zu den Uzama gehörenden Ezọmọ.[1] Es war der Ologbose von Ọba Ovanramwen, der entgegen der Wünsche des Oba am 4. Januar 1897 den britischen Vizekonsul mit seiner Gruppe aus dem Hinterhalt überfiel und tötete, womit die Briten ihre Strafexpedition einen Monat später rechtfertigten.[10]
8. Osula: Der Osula steht unter den Eghaevbo N’Ore an achter Stelle.[2]
9. Ima: Der Ima steht unter den Eghaevbo N’Ore an neunter Stelle.[2]
10. Obarisaigbon: Der Obarisaigbon steht unter den Eghaevbo N’Ore an neunter Stelle.[4]
11. Obasuyi: Der Obasuyi steht unter den Eghaevbo N’Ore an zehnter Stelle.[4]
12. Obaraye: Der Obaraye steht unter den Eghaevbo N’Ore an elfter Stelle.[4]
13. Obayagbona: Der Obayagbona steht unter den Eghaevbo N’Ore an zwölfter Stelle. Dieser Titel wurde von Ọba Ovanramwen geschaffen.[4]
14. Aiwerioghene: Der Ima steht unter den Eghaevbo N’Ore an dreizehnter Stelle. Dieser Titel wurde von Ọba Ovanramwen geschaffen.[4]

## Ikadẹlẹ n’Enẹ
Vier der Eghaevbo N’Ore galten als Ikadẹlẹ n’Enẹ (vier Säulen des Königreichs) bzw. Eghaevbo N’Enẹ (die vier Säulen der Stadt): Iyasẹ, Esọgban, Esọn und Ọsuma. Sie verkörperten die vier Himmelsrichtungen: der Iyasẹ den Osten, der Esọgban den Westen, der Esọn den Norden und der Ọsuma den Süden. Den Ikadẹlẹ n’Enẹ oblag es, jeden Tag in ihrem Zuhause das als Zematon bezeichnete Ritual durchzuführen, das als Akt der Reinigung und der Erneuerung sowie der Freisetzung der mystischen Kräfte des Oba galt. Mit der Zeremonie war die Erneuerung des Treuegelöbnis gegenüber dem Ọba und dessen Ahnen verbunden. Der Ọba führte es in seinem Palast ebenfalls jeden Tag durch. Jeder der vier Titelträger beging das Ritual an dem ihm zugeordneten Wochentag der Edo. Die Woche der Edo bestand aus vier Tagen: Eken (Iyasẹ), Orie (Esọgban), Ehor (Esọn) und Okwor (Ọsuma). Daneben spielten die Ikadẹlẹ n’Enẹ bei der Inthronisierung des Oba neben den Uzama und Eghaevbo N’Ogbe eine große Rolle.